# Labrador retriever
Labrador retriever – rasa psów należąca do grupy psów aportujących, płochaczy i psów wodnych, zaklasyfikowana do sekcji psów aportujących. Typ wyżłowaty. Podlega próbom pracy.

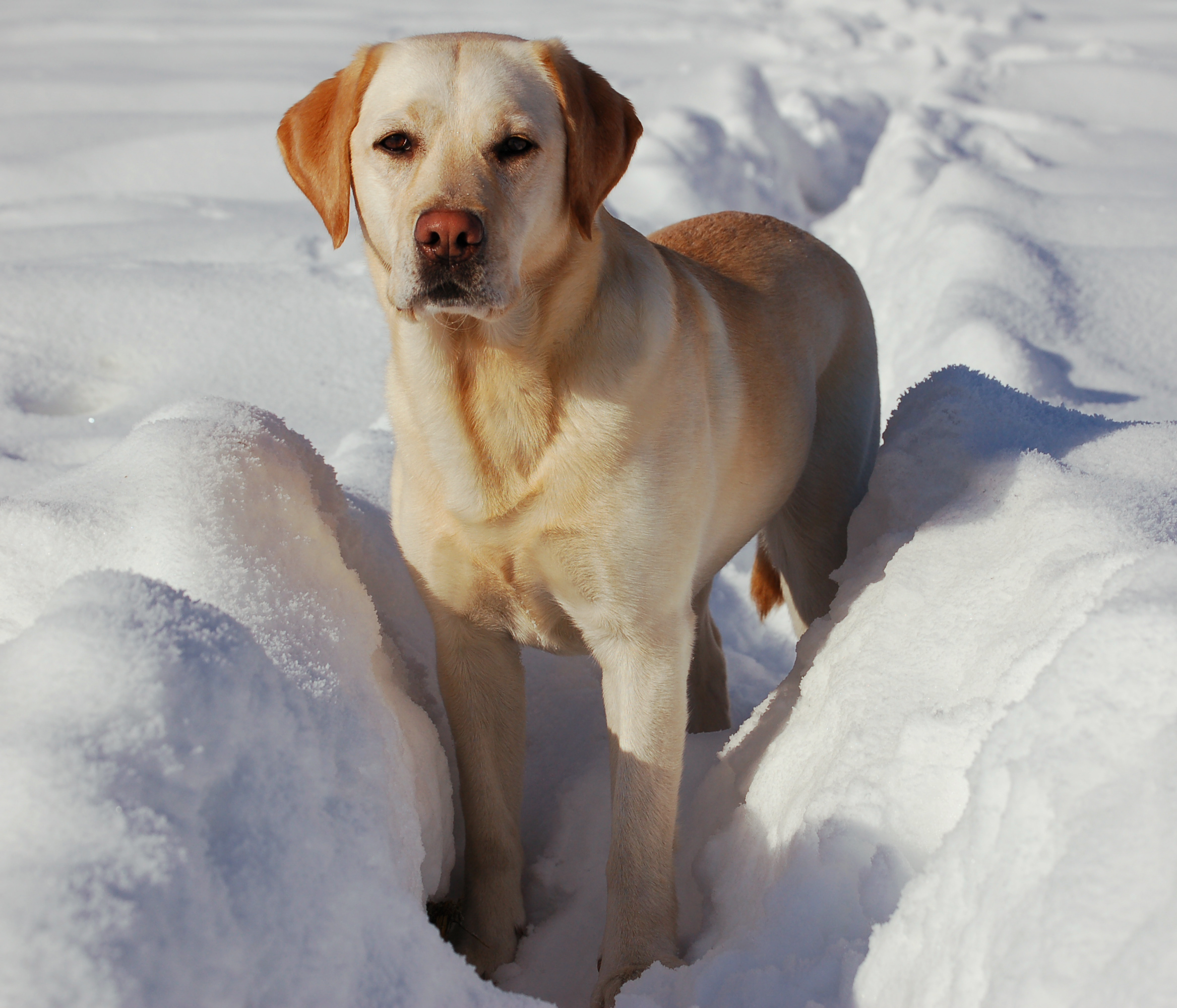
Labrador o umaszczeniu biszkoptowym.

Nazwa rasy pochodzi od półwyspu Labrador w Kanadzie (pomimo tego, iż psy te w rzeczywistości pochodzą z Nowej Fundlandii) oraz od angielskiego czasownika „to retrieve” (przynosić), co wiąże się z zadaniami, jakie spełniają w myślistwie.

## Rys historyczny
Podobnie jak nowofundland i landseer rasa pochodzi z południa Nowej Fundlandii. W XVIII wieku była wykorzystywana przez rybaków do pracy na kutrach (psy pomagały przy wyciąganiu sieci, aportowaniu przedmiotów, a nawet ratowaniu tonących). Nazywane były psami św. Jana. Do Europy pierwsze psy tej rasy sprowadził w 1870 lord Malmesbury (błędnie nazywając je „psami z Labradoru”), który razem z synem rozpoczął ich hodowlę w Wielkiej Brytanii.
To właśnie dzięki brytyjskim próbom hodowli, podejmowanym między innymi przez Earla Malmesbury (1778-1841), ukierunkowanym konsekwentnie na zdolności łowieckie rasy, stała się ona popularna wśród polującej szlachty. Dnia 7 lipca 1903 labrador retriever został oficjalnie uznany za rasę samodzielną przez angielski klub kynologiczny.

## Wygląd

### Wzorzec rasy

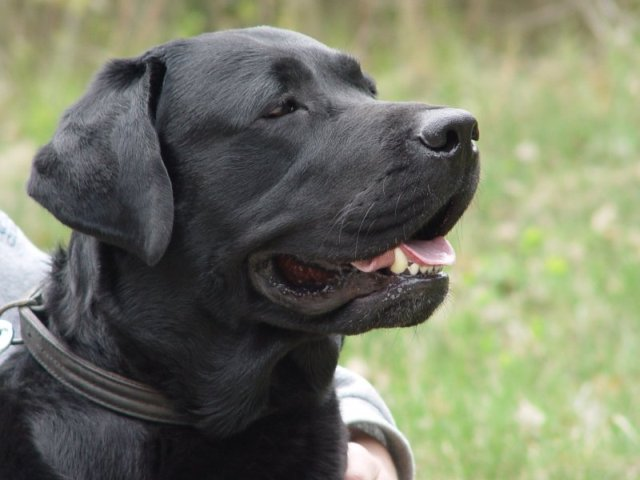
Labrador o umaszczeniu czarnym

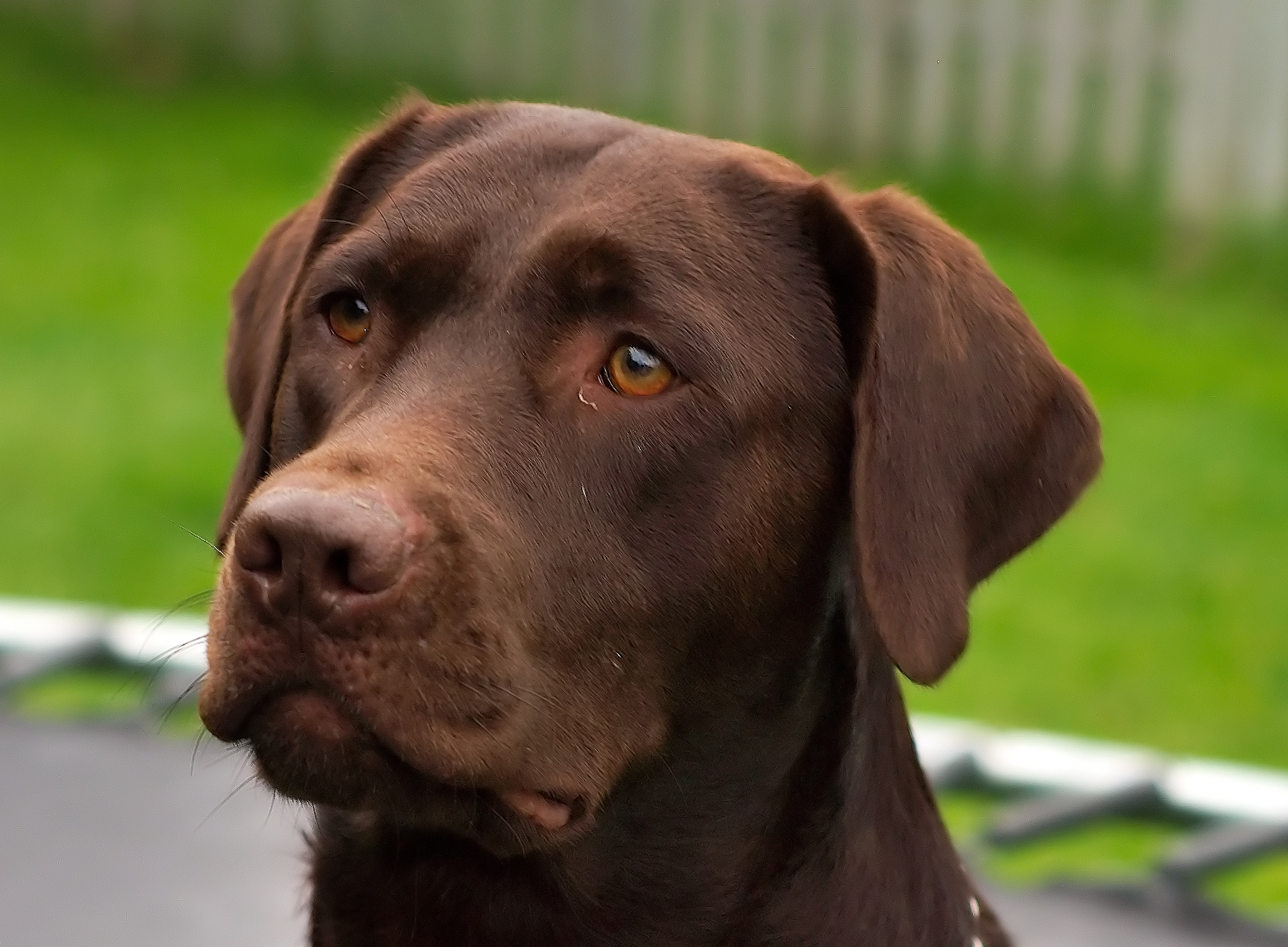
Labrador o umaszczeniu czekoladowym

- Oczy: średniej wielkości; o inteligentnym, łagodnym wyrazie; brązowe lub orzechowe.
- Uszy: niezbyt duże ani ciężkie, przylegające ściśle do głowy, osadzone dość daleko z tyłu.
- Zgryz: szczęka i zęby mocne, z doskonałym, regularnym i kompletnym zgryzem nożycowym, tj. górny rząd siekaczy przykrywa rząd dolny, stykając się z nim.
- Szyja: gładka, mocna, osadzona w poprawnie ustawionych łopatkach.
- Kończyny przednie: łopatki długie, ustawione ukośnie. Kończyny przednie o mocnym kośćcu, od łokcia do podłoża proste, zarówno widziane z przodu, jak i z boku.
- Tułów: klatka piersiowa szeroka i głęboka, z dobrze wysklepionymi żebrami. Prosta górna linia. Szerokie, silne, mocne lędźwie.
- Umaszczenie:
  - czarne
  - biszkoptowe (w odcieniach od jasnokremowego do ogniście rudego)
  - czekoladowe/wątrobiane (występujące najrzadziej)
- Sierść: cecha charakterystyczna; krótka, gęsta, przylegająca, niefalista, twarda w dotyku. Nieprzepuszczający wilgoci podszerstek.
- Łapy: okrągłe, zwarte; dobrze wysklepione palce i poprawnie rozwinięte opuszki. Krótkie pazury nie wyrastają poza linię łapy[4].
- Ogon: cecha charakterystyczna; bardzo gruby u nasady, zwężający się ku końcowi, średniej długości, bez "pióra", pokryty krótkim, grubym, gęstym włosem.
- Kończyny tylne: zad dobrze wykształcony, nieopadający w kierunku ogona; dobrze kątowane stawy skokowe, krowia postawa w najwyższym stopniu niepożądana.
- Wrażenie ogólne: mocnej budowy, zwarty, bardzo aktywny; szeroka czaszka, klatka piersiowa dobrze rozwinięta, żebra dobrze wysklepione, lędźwie i kończyny tylne mocne i szerokie.

## Zachowanie i charakter
Labrador retriever to rasa psów żywiołowych, skorych do zabawy, także z innymi psami. Stworzone do pracy w wodzie i aportowania, potrzebują bezpośredniego kontaktu w pracy z człowiekiem. Lubią towarzystwo ludzi. Dobrze tolerują dzieci i są cierpliwe w kontaktach z nimi.

## Zdrowie i pielęgnacja
Trzeba zapewnić mu odpowiednią do jego potrzeb dawkę codziennego ruchu. Niespełnienie tego warunku prowadzi do otyłości powodującej choroby stawów, a także nadpobudliwości oraz przyczynia się do wielu niepożądanych zachowań. Psy tej rasy przejawiają średnie ryzyko do wystąpienia skrętu żołądka. Mogą zdradzać tendencję do połykania niejadalnych przedmiotów. Długość życia: 12 do 14 lat.

## Użytkowość
Pierwotnie był użytkowany jako pies myśliwski, aportujący postrzałki, głównie ptaki. Jedną z cech labradora jest umiejętność zapamiętania miejsca upadku kilku postrzelonych ptaków i następnie zaaportowanie jednego po drugim do myśliwego.
Ze względu na umiejętność współpracy z człowiekiem, labradory są współcześnie wykorzystywane w różnych dziedzinach, niezwiązanych z łowiectwem, takich jak:
- psy ratownicze (gruzowiskowe, lawinowe, poszukiwawcze i do ratownictwa wodnego),
- psy-przewodnicy ociemniałych,
- psy rodzinne, sprawdzające się także w sportach kynologicznych,
- psy wykorzystywane w dogoterapii,
- psy wykorzystywane do wykrywania narkotyków i wyrobów tytoniowych (w służbach celnych i w policji).

## Popularność
Według liczby psów oficjalnie zarejestrowanych w organizacjach kynologicznych labrador retriever to jedna z najpopularniejszych ras w Wielkiej Brytanii, USA i Polsce.